# Allének

A legegyszerűbb allén, a propadién másik neve is allén

Az allének olyan szénhidrogének, amelyekben egy szénatom kettős kötéssel kapcsolódik két másik szénatomhoz. Az allén egyben az alapvegyület propadién triviális neve is.
A két szomszédos kettős kötés következtében az allének az alkéneknél sokkal reakcióképesebbek, klórgázzal szembeni reakcióképességük például inkább az alkinekéhez hasonlít. Az allének királisak is lehetnek.
Az allének elnevezés a latin allium (fokhagyma) szóból származik.

## Geometria

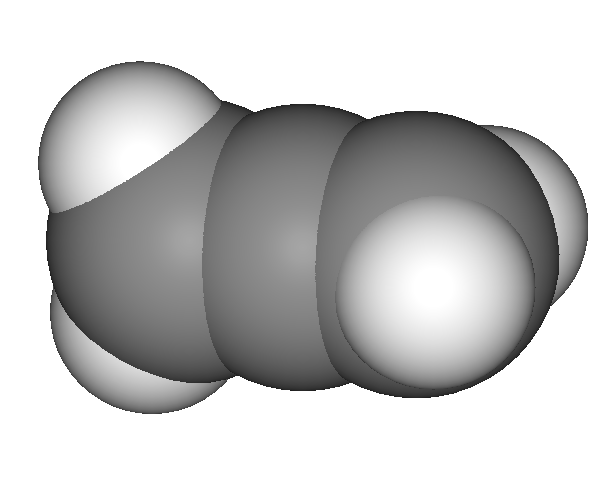
Az allének 3D-s szerkezete

Az allének központi, sp hibridizációs állapotú szénatomja két szigma- és két pi-kötést létesít a két szomszédos, sp2-hibridizált szénatommal. A három szénatom által bezárt kötésszög 180°, ami mutatja az allén szénatomjainak lineáris elrendeződését.

## Szimmetria
A négy azonos szubsztituenssel rendelkező alléneknek kétértékű – a központi szénatomon átmenő – forgástengelyük van. A tengely 45°-os szöget zár be a molekula végein található két CH2 csoporttal, ezért a molekula alakja egy kétágú propellerre emlékeztet. Egy másik kétértékű forgástengely a C=C=C kötéseken megy át, és a két CH2 csoport síkja egy-egy tükörsíkon fekszik. Az ilyen molekulák a D2d pontcsoportba tartoznak.
A csak kétféle, A és B szubsztituenseket tartalmazó allén királis lesz, mivel ilyenkor nincs a molekulában tükörsík. Ha a Cahn-Ingold-Prelog prioritási szabály szerint az A szubsztituens a magasabb prioritású, akkor a konfiguráció először a közelebbi, majd a távolabbi szubsztituensek körüljárási irányával határozható meg, de a távolabbi rész esetén csak a magasabb rendű szubsztituenst kell figyelembe venni. Egy másik nevezéktan a tengelyes kiralitású molekulákat csavarnak (hélixnek) tekinti. Eszerint ha a közelebbi és távolabbi A szubsztituens sorrendje az óramutató járásával azonos, akkor P (plusz), ellenkező esetben M (mínusz) helicitású a molekula. A P helicitást aR, az M-et pedig aS előtaggal jelöljük, de az a el is hagyható.

A nem szubsztituált allénnek – szimmetriája miatt – nincs dipólusmomentuma.

## Előállítás
Az allén laboratóriumi előállításának módszerei:
- Skattebøl-átrendeződéssel geminális dihalogénciklopropán és lítiumorganikus vegyület reakciójában

- bizonyos terminális alkinekből formaldehid és réz(II)-bromid hatására, bázis hozzáadásával[3]
- bizonyos dihalogenidek dehidrohalogénezésével.[4]

## Fordítás
Ez a szócikk részben vagy egészben az Allene című angol Wikipédia-szócikk ezen változatának fordításán alapul.  Az eredeti cikk szerkesztőit annak laptörténete sorolja fel. Ez a jelzés csupán a megfogalmazás eredetét és a szerzői jogokat jelzi, nem szolgál a cikkben szereplő információk forrásmegjelöléseként.